# 40 Trips Around the Sun
Albums de Toto
Toto XIV
(2015) Old Is New
(2018)
Singles
1. Alone
Sortie : 15 novembre 2017
2. Spanish Sea
Sortie : 3 janvier 2018

40 Trips Around the Sun est une compilation du groupe de rock américain Toto, sortie le 9 février 2018 sous le label Legacy Recordings.

## Présentation
L'album paraît pour la célébration des quarante ans d'existence du groupe, près de trois ans après leur dernier album studio, Toto XIV, sorti en mars 2015.
Il se compose de quatorze de leurs grands succès, en versions remastérisés, initialement enregistrés entre 1978 et 1993 et tirés des albums Toto (1978), Toto IV (1982), Hydra (1979), Isolation (1984), Fahrenheit (1986), The Seventh One (1988) et Kingdom of Desire (1992).
Cette compilation comprend également trois titres inédits, Spanish Sea, Alone et Struck by Lightning, dont les deux premiers sont édités en singles avant la sortie officielle du best of.
Une tournée mondiale, pour promouvoir cet opus, débute à Helsinki, en Finlande, le 11 février et inclut 36 dates à travers l'Europe dont cinq en France (Lille, Marseille, Toulouse, Lyon et Paris).
L'album se classe dans de nombreux pays européens, ainsi qu'aux États-Unis dans le Billboard 200.

## Liste des titres
| 1.    | Alone                 | David Paich, Steve Lukather, Steve Porcaro, Joseph Williams | Titre inédit             | 4:32 |
| 2.    | Spanish Sea           | Paich, Lukather, S. Porcaro, Williams                       | Titre inédit             | 4:20 |
| 3.    | I'll Supply the Love  | Paich                                                       | Toto (1978)              | 3:45 |
| 4.    | I'll Be Over You      | Randy Goodrum, Lukather                                     | Fahrenheit (1986)        | 3:52 |
| 5.    | Stranger in Town      | Paich, Jeff Porcaro                                         | Isolation (1984)         | 4:48 |
| 6.    | 99                    | Paich                                                       | Hydra (1979)             | 5:15 |
| 7.    | Struck by Lightning   | Paich, Lukather, S. Porcaro, Williams                       | Titre inédit             | 4:15 |
| 8.    | Pamela                | Paich, Williams                                             | The Seventh One (1988)   | 5:11 |
| 9.    | Afraid of Love        | Lukather, Paich, J. Porcaro                                 | Toto IV (1982)           | 3:54 |
| 10.   | I Won't Hold You Back | Lukather                                                    | Toto IV                  | 4:55 |
| 11.   | Jake to the Bone      | Toto                                                        | Kingdom of Desire (1992) | 7:04 |
| 12.   | Stop Loving You       | Lukather, Paich                                             | The Seventh One          | 4:30 |
| 13.   | Lea                   | S. Porcaro                                                  | Fahrenheit               | 4:31 |
| 14.   | Hold the Line         | Paich                                                       | Toto                     | 3:57 |
| 15.   | Georgy Porgy          | Paich                                                       | Toto                     | 4:09 |
| 16.   | Rosanna               | Paich                                                       | Toto IV                  | 5:33 |
| 17.   | Africa                | Paich, J. Porcaro                                           | Toto IV                  | 4:55 |
| 79:27 |                       |                                                             |                          |      |

## Musiciens
Pour le personnel, les crédits de production et de plus amples informations sur les titres hors inédits, se reporter aux albums et singles originaux.
| Alone - Joseph Williams : chant (frontman) et chœurs, claviers (additionnels) - Steve Lukather : guitares, basse, chœurs - David Paich : piano, claviers - Steve Porcaro : synthétiseurs - Vinnie Colaiuta : batterie - Lenny Castro : percussions | Spanish Sea - Joseph Williams : chant (frontman) et chœurs, claviers (additionnels) - Jeff Porcaro : batterie - Mike Porcaro : basse - Tony Spinner : guitares - Steve Lukather : guitares, chœurs - David Paich : piano, claviers, chant et chœurs - Steve Porcaro : synthétiseur, chœurs - Lenny Castro : percussions - Mark T. Williams, Timothy B. Schmit : chœurs | Struck by Lightning - Joseph Williams : chant (frontman), claviers - Steve Lukather : guitares, basse - David Paich : claviers, chœurs - Steve Porcaro : orgue Hammond - Vinnie Colaiuta : batterie - Martin Tillman : violoncelle - Pat Knox, Lorraine Paich, Weston Wilson : chœurs |